# Гриблє
Гриблє (словен. Griblje) — поселення в общині Чрномель, Південно-Східна Словенія, Словенія. Висота над рівнем моря: 153,4 м.